# Oenothalia plagiata
Oenothalia plagiata là một loài bướm đêm trong họ Geometridae.